# 政治周报
《政治周报》，是1925年北伐前夕，国民党中央在广州创办的一份政治机关报。1925年8月国共合作时期，毛泽东在广州以共产党员身份担任国民党中央宣传部代理部长，主编《政治周报》，特邀李漱清协助办报。

## 概要
1925年12月5日，毛澤東主编之《政治周報》在广州创刊；發刊詞說，我們為了革命，得罪了一切敵人；帝國主義、軍閥、政客、買辦階級、土豪劣紳以及京津滬漢各地反革命宣傳機關惶然起哄，肆其惡嘴毒舌，咒咀誣蔑中傷我們無所不用其極，以迷惑全國廣大民眾；在本期周報，還以潤為筆名發表七篇雜文，揭露和抨擊廣東軍閥、政客和中国国民党右派之反革命宣傳:145。
毛泽东在《政治周报》共刊发19篇文章，除亲自撰写发刊词外，以“润”的笔名在反攻专栏发表《三三一制》、《杨坤如的布告与刘志陆的电报》、《如果讨赤志同，仇雠亦吾良友》等短评十二篇，以“子任”的笔名在重要版面发表《革命派群起反对北京右派会议》、《国民党右派分离的原因及其对于革命前途的影响》等文章五篇，以及（中国国民党第二次全国代表大会）宣传报告一篇，这些短评和文章，以事实和语言对国民党右派勾结帝国主义及军阀的反共阴谋活动进行了揭露和批判。
《政治周报》主要是为了反对以西山会议派为代表的国民党右派而创办的。当时，中国共产党人主办的《向导》、《新青年》等刊物，对国民党右派的反革命言论进行了揭露和批判，但是《政治周报》在这场反击国民党右派的斗争中有着特殊的作用。它不仅先后由毛泽东、沈雁冰、张秋人等著名共产党人担任主编、副主编，不仅有许多著名共产党人为之撰稿，而且由于它是国民党中央宣传部主办的刊物，它刊登国民党各种正式会议文件，刊登何香凝等著名国民党左派人士的报告，同时还刊登广东国民党政府的一些头面人物的文章和报告。它在北伐战争前夕的具体历史条件下影响十分广泛，成为进一步巩固国共合作，反对国共分裂的重要舆论阵地。
由于毛泽东兼任第六届农民运动讲习所所长，《政治周报》从第五期起，先后交由共产党人沈雁冰、张秋人主持编辑。1926年3月7日，《政治周報》第五期出版，主編由沈雁冰接任；之前由於毛澤東忙於參加中國國民黨「二大」和會後其他工作，《政治周報》有一個多月沒有出版:157。5月，蒋介石看到自己的势力渐厚，便在国民党二届二中全会上提出了限制共产党的《整理党务案》。由此在国民党中央担任部长职务的共产党员被迫离职，毛泽东同志也辞去了代理宣传部长的职务。

## 办报背景
1925年“五卅”运动后，大地主大买办阶级进一步与帝国主义和封建军阀联合，向革命势力反扑，统一战线内部的斗争十分激烈。国民党中央委员会中谢持、邹鲁、冯自由等从孙中山改组国民党之日起，就开始反对孙中山先生联俄、联共、扶助农工的政策，这时更加强烈。他们联接国民党中央执监委委员林森、叶楚伧、吴稚晖、张继等在北京西山碧云寺孙中山灵前召开所谓的国民党第一届四次中央执监委员会议，公开反对孙中山的三大政策，反对共产党，通过“取消共产党员在国民党中之党籍”等议案，并在上海另立“国民党中央党部”。这些国民党老右派形成了“西山会议派”，他们占领了上海的《民国日报》，利用它进行反对三大政策的活动。“西山会议派”还在上海创办了《江南晚报》，进行反革命宣传。
在这一年里，国民党右派理论家、中央委员戴季陶先后发表了《孙文主义的哲学基础》、《国民革命与中国共产党》等小册子，反对国共合作，反对共产党员加入国民党，反对工农革命。戴季陶声称他的小册子是在理论上建立三民主义的中心思想，试图改变国民党的性质，为国民党右派夺取革命领导权作舆论上的准备。国民党右派利用他们的报刊书籍，并和国内各种反动报刊一起向革命派报刊发动了宣传攻势。1925年9月毛泽东担任中国国民党中央宣传部代理部长，主持宣传大计。为了打破其联合进攻，反击“西山会议派”的反共宣传，巩固国共合作统一战线，促进国民革命，他主持创办了《政治周报》，并任主编，担当了这一历史重任。

## 编辑特色
鲜明的办刊宗旨——办报是为了革命：毛泽东在《发刊理由》中，开篇即道出出版的原因：“为什么出版政治周报？为了革命。为什么要革命？为了使中华民族得到解放，为了实现人民的统治，为了使人民得到经济的幸福。”这篇发刊词，是建党初期毛泽东办报思想的具体体现，它阐明了无产阶级报刊工作的根本任务，即为了革命而进行宣传报道，以革命舆论打破反革命舆论；确立了无产阶级报刊宣传必须遵循的原则，即忠实于事实，这些不仅为办好《政治周报》，而且也为当时国民党报刊的改造和刚刚发展起来的无产阶级报刊指明了发展方向。
编辑发文的精辟性：毛泽东从国内外资产阶级革命性质、对象、任务、目的、结果、时代特征及国民党自身的历史发展等六个方面剖析了国民党右派分离的原因。指出了中国民族资产阶级具有两面性，即革命性和妥协性，因此，他们不能建立一个阶级独裁的国家。最后指出国民党右派的分裂不足以妨碍国民党的发展，因为他们的人数在全国总人口上占极小的比重。针对资产阶级的特点，提出了对左派进行教育团结，对中间派争取，对右派进行反击的政治观点。
- 专栏设置的战斗性——向反革命宣传反攻：毛泽东在《发刊理由》中提出，不能放任反革命的宣传，必须向反革命派宣传反攻。因此，从第一期起，毛泽东就在《政治周报》上设立了“反攻”专栏，刊登反击国民党右派的短文和短评。代表作有《三三三一制》、《杨坤如的布告和刘志陆的电报》、《如果讨赤志同，仇雠亦吾良友》、《颂声来于万国》、《反共产中国国民军大同盟万岁》、《共产章程与实非共产》、《邹鲁与革命》等

《政治周报》的求实性：毛泽东采取了以事实为依据的办报编辑方针，确立了无产阶级报道宣传必须遵循的原则，即忠于事实。毛泽东在《发刊理由》中说:我们反攻敌人的方法，并不多用辩论，只是忠实地报告我们工作的事实。敌人说:“广东共产。”我们说:“请看事实。”敌人说:“广东内哄。”我们说:“请看事实。”敌人说:“广州政府勾联俄国丧权辱国。”我们说:“请看事实。”总之，只要敌人敢造谣诽谤，让人们看看事实就清楚了，不用辩论用事实说话。 

## 影響
《政治周报》从1923年12月创刊到1926年6月毛泽东离开国民党中宣部停刊，共出版刊物14期。除创刊号发行2万份外，其它各期印数均为4万份，其发表的文章为很多报刊转载摘录。其发行数目、社会影响之大，是其它一些报刊不能比拟的。它教育了国民党左派，争取了中间派，反击了西山会议派，维护了国共合作的统一战线，巩固了革命根据地，迎来了北伐战争的进军和农民运动，达到了《政治周报》“向反革命派宣传反攻，以打破反革命宣传”的目的。